# Rockwell Automation
 Rockwell Automation, Inc. (NYSE: ROK), è una società statunitense di automazione e information technology. I marchi includono Allen-Bradley e FactoryTalk software.
La sede è situata a Milwaukee, Wisconsin.

## Storia

### Origini

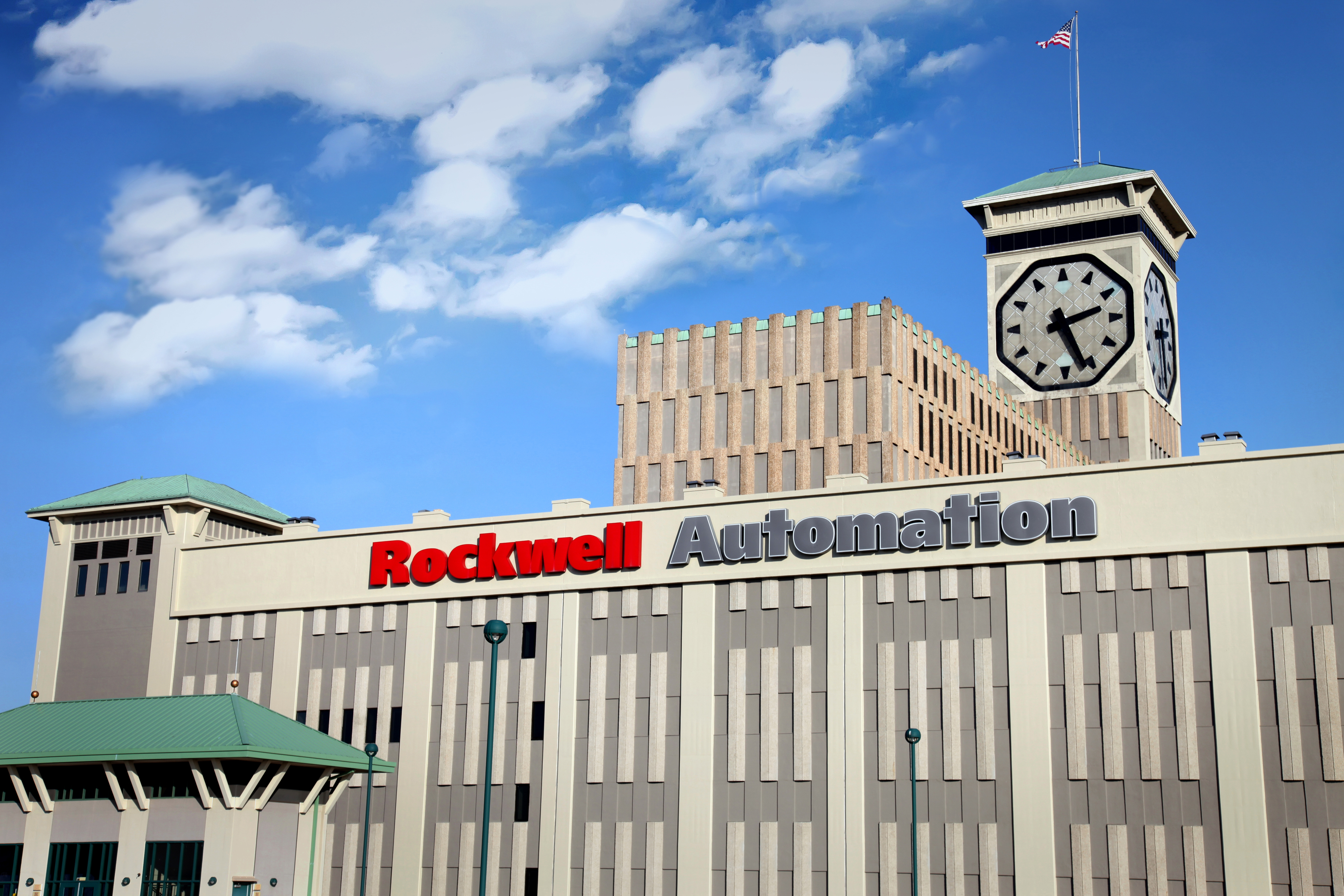
Sede Rockwell Automation a Milwaukee, WI

Rockwell Automation nasce nel 1903 con la Compression Rheostat Company, fondata da Lynde Bradley e Dr. Stanton Allen con capitale di 1000$.
Nel 1904, il diciannovenne Harry Lynde Bradley entra in società con il fratello.
Il primo brevetto fu un controllo motore per gru industriali, presentato per la prima volta alla St. Louis World's Fair nel 1904.
Nel 1909, la società divenne Allen-Bradley Company.
Allen-Bradley si espanse durante la prima guerra mondiale.
Nel 1914 viene aperta la filiale a New York.
Il cofondatore Stanton Allen morì nel 1916 e Lynde Bradley divenne presidente con Harry Bradley vice; Louis Quarles divenne segretario.
Nel 1918 Allen-Bradley assunse la prima donna della società, Julia Bizewski Polczynski.
Durante gli anni'20 la società crebbe con la produzione di reostati per l'industria elettronica della radio. Metà del fatturato fu ricavato dalla nascente radiodiffusione.
Nel 1932, la Grande depressione portò gravi perdite. I dipendenti passarono da 800 a 550 e dimezzarono gli stipendi.
In quegli anni si dedicarono alla ricerca e sviluppo e l'azienda tornò a livelli precedenti la crisi nel 1937.

### XX secolo
Dopo la morte di Lynde Bradley nel 1942, Harry Bradley divenne presidente e Fred Loock vice.
Durante la seconda guerra mondiale l'80% del fatturato fu correlato alla guerra con componenti militari.
Allen-Bradley si espanse ancora raggiungendo poi nel dopoguerra negli anni '50 e '60 livelli mai raggiunti prima; venne creata la Allen-Bradley clock tower.
Harry Bradley morì nel 1955. Fred Loock si pensionò nel 1967 e morì nel 1973.
Durante gli anni'70 divenne una multinazionale attiva in tutto il mondo. La società entrò nel settore dei programmable logic controller, PLC nel 1981 e PLC-2 nel 1982 (2/30, 2/05/ 2/16&2/17) PLC-3(1982) SLC-100 Family(1986) SLC-500(1986) PLC-5 Family (1985). Poi PLC come il MAC, PLC-4.
Nel 1985 la Allen-Bradley venne acquisita dalla Rockwell International per 1,651 miliardi di US$.
Negli anni '90 nacque la Rockwell Software (1994), la Logix control platform (1997) e la Integrated Architecture system (1999).
La Rockwell International acquisì poi la Reliance Electric e la divisione automazione della Dodge. Si creò così la Allen-Bradley a Rockwell Software, in Rockwell Automation.

### XXI secolo
Nel 2001, Rockwell International venne divisa in due società, Rockwell Automation, e Rockwell Collins per l'avionica.

## Attività

### Business Unit
Rockwell Automation opera in due settori, Architecture and Software, e Control Products and Solutions.
- Architecture and Software opera nell'information technology, software e automazione componenti.
- Control Products and Solutions opera nel controllo motori e servizi.